# Frederick Morgan
Frederick Morgan (n. 30 iunie 1893, Johannesburg, Africa de Sud – d. 29 august 1980, Bulawayo, Zimbabwe) a fost un trăgător de tir ce a reprezentat Africa de Sud, medaliat olimpic. A participat la o ediție a Jocurilor Olimpice (1920) în care a câștigat o medalie de argint.

## Participări
Lista de mai jos prezintă principalele competiții la care a participat Frederick Morgan de-a lungul carierei.
- shooting at the 1920 Summer Olympics – men's 600 metre team military rifle, prone[*]